# Колодино (Мядельський район)
Колодино (біл. вёска Калодзіна) — село в складі Мядельського району Мінської області, Білорусь. Село підпорядковане Занарачанській сільській раді, розташоване в північній частині області.